# Danh sách hãng hàng không bị Liên minh châu Âu cấm
Dưới đây là danh sách các hãng hàng không bị Liên minh châu Âu cấm hoạt động ở các quốc gia thành viên. Hội đồng châu Âu đã thông qua Quy định Cộng đồng số 474/2006 vào ngày 22 tháng 3 năm 2006, thiết lập một danh sách các hãng hàng không bị cấm hoạt động ở các nước thành viên Liên minh châu Âu. Danh sách dưới đây đã được cập nhật ngày 25 tháng 6 năm 2015.

## Bối cảnh
Quy trình để một hãng vận chuyển hàng không bị đưa vào danh sách đen được quy định trong Điều lệ số 2111/2005 của Nghị viện châu Âu và Hội đồng châu Âu. Điều lệ này quy định việc hội ý của các cơ quan pháp chế của các quốc gia thành viên Liên minh châu Âu, các thể chế của Cộng đồng châu Âu, các cơ quan có thẩm quyền chịu trách nhiệm giám sát pháp chế đối với các hãng hàng không liên quan, và hãng hàng không bị đưa vào danh sách. Trước khi bị cấm, hãng hàng không liên quan có quyền được kháng cáo. Danh sách này phải được xem xét định kỳ, được Hội đồng châu Âu đăng tải và cập nhật trên mạng internet.
Danh sách này là một trong những cách để tăng cường tiêu chuẩn an toàn cũng như xác định những hàng hàng không vận hàng dưới mức an toàn cần thiết.

## Các hãng hàng không bị cấm theo quốc gia
Cập nhật đến 25/6/2015

### Phụ lục B
Phụ lục B của danh sách cấm của EU bao gồm các hãng hàng không đăng ký vận hành một số loại tàu bay nhất định trong không phận EU. Các hãng hàng không liệt kê trong Phụ lục B có thể được phép thực hiện quyền vận chuyển bằng cách sử dụng các tàu bay thuê ướt của một hãng hàng không không bị EU cấm, với điều kiện phải đáp ứng các tiêu chuẩn an toàn hiện hành: